# Codex Moscoviensis Gr. 31
Der Codex Moscoviensis (Nr. 127 nach Rahlfs) ist eine Pergamenthandschrift aus dem 10. Jahrhundert. Sie enthält den Text der biblischen Bücher 1. Mose bis 2. Chronik in griechischer Sprache. Die Handschrift besteht aus 440 Blättern, von denen die Blätter 1–59 und 434–440 im 15. Jahrhundert auf Papier ergänzt wurden. Am Rand sind zahlreiche Zitate der Hexapla-Fassung angefügt.
Die Handschrift befand sich im Kloster Iviron auf dem Athos. Etwa in der Mitte des 17. Jahrhunderts brachte sie Arseni Suchanow nach Moskau. Dort wurde sie an die Bibliothek des Heiligen Synods gegeben. Heute befindet sie sich in der Synodalsammlung im Staatlichen Historischen Museum in Moskau mit der Signatur Syn. Gr. 31 (alt Vlad.1).

## Textausgabe
- Christian Friedrich von Matthäi: Anim adversiones ad Origenis Hexapla ex Cod. B. SS. Synodi a) Mosqvensis num. XXXI. in fol. In: Johann Gottfried Eichhorn: Repertorium für biblische und morgenländische Litteratur. Band 4, 1779, S. 257–278 (online: Hexapla-Anmerkungen).